# Эдитколея
Эдитколея (лат. Edithcolea) — монотипный род суккулентных растений семейства Кутровые (Apocynaceae). На 2023 год включает один вид — Эдитколея крупная (Edithcolea grandis). Входит в трибу Стапеливые (Stapelieae).

## Название
Род Edithcolea был назван в честь мисс Эдит Коул (англ. Edith Cole, 1859—1940), которая вместе с миссис Лорт Филипс (англ. Lort Philips) в 1895 году собрала типовой материал во время ботанической экспедиции (1894—1895). Экспедиция была организована мистером Этельбертом Эдвардом Лортом Филлипсом (англ. Ethelbert Edward Lort Phillips, 1857—1944) из Берберы в горы Голис на севере Сомали.
Русскоязычное название является транскрипцией латинского.
Растение также называют «Цветком персидского ковра» (англ. Persian carpet flower). Это связано с уникальным внешним видом цветка, который напоминает узор персидского ковра.

## Описание
Эдитколея крупная — суккулентное растение с многолетними безлистными стеблями, диаметр которых составляет от 2 до 4 см, а длина может достигать до 30 см. Стебли полегающие и сильноветвистые, голые, с 4- или 5-гранными формами и твердыми, острыми шипами, напоминающими зубцы или бугорки. Растение имеет разнообразную цветовую гамму, которая может варьироваться от зеленого до красного с коричневатыми пятнами.

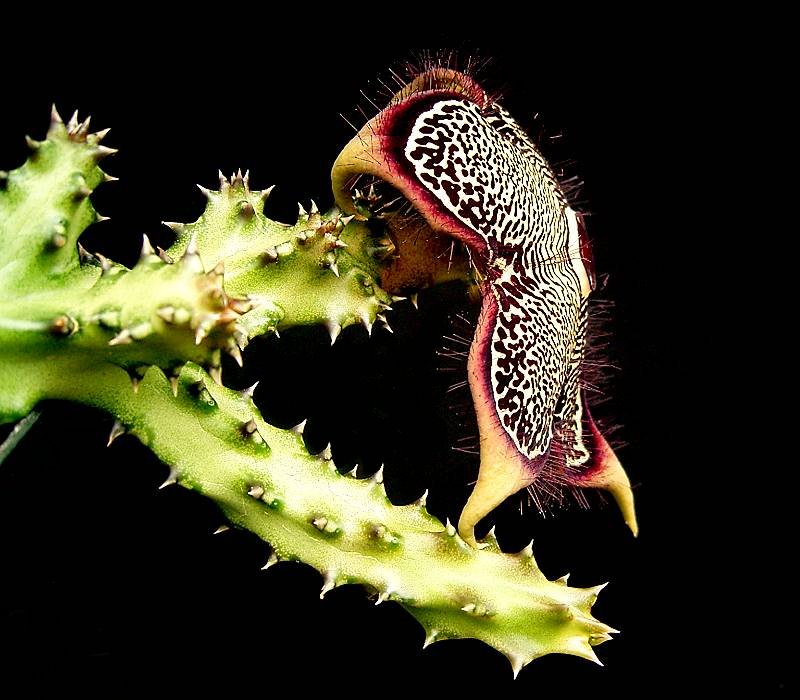
Стебли с зубчатыми шипами

Цветки являются обоеполыми и имеют диаметр от 8 до 13 см. Они формируются на верхушках ветвей и состоят из наружного венчика с 5 долями венчика (лепестками), сросшимися наполовину к центру, и относительно небольшого внутреннего венчика. Внешняя или задняя сторона цветка может быть желтой или зеленой, а внутренняя часть — бледно-желтой с пурпурно-красноватым рисунком пятен снаружи, который постепенно уменьшаются возле внутренней короны. Внутренняя корона сама имеет концентрические красноватые линии. На границе краев наружных долей венчика можно заметить длинные фиолетовые волоски.

Для опыления, цветок привлекает мух и других насекомых своим трупным запахом.

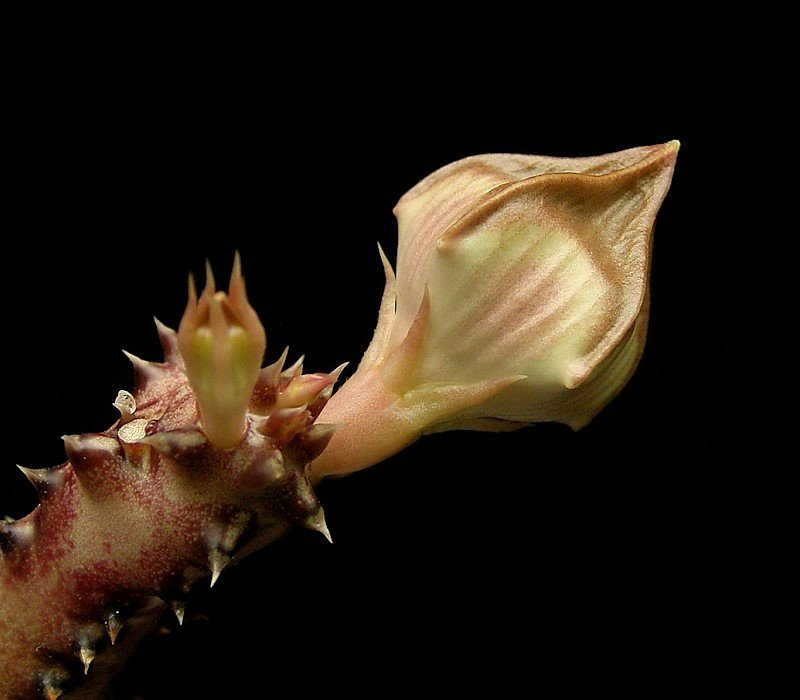
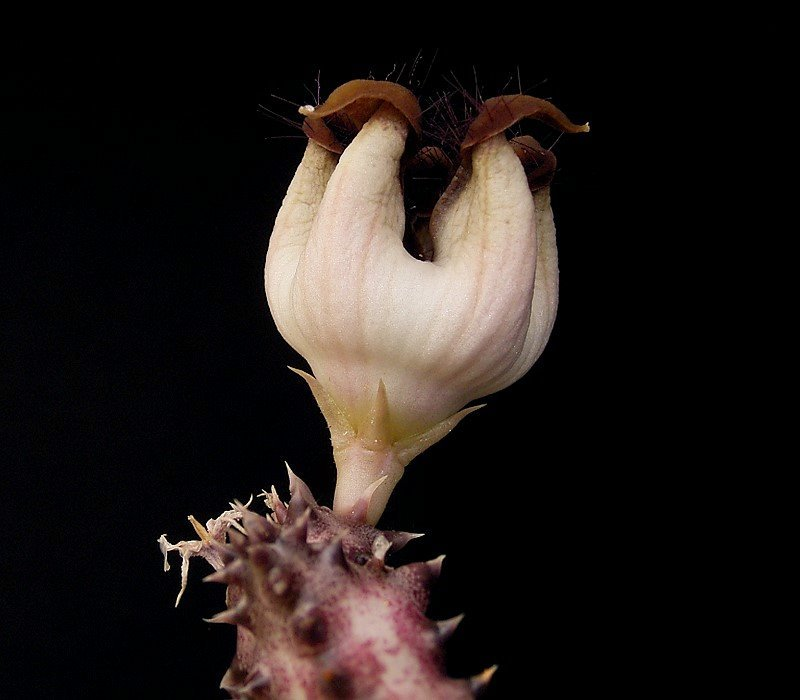
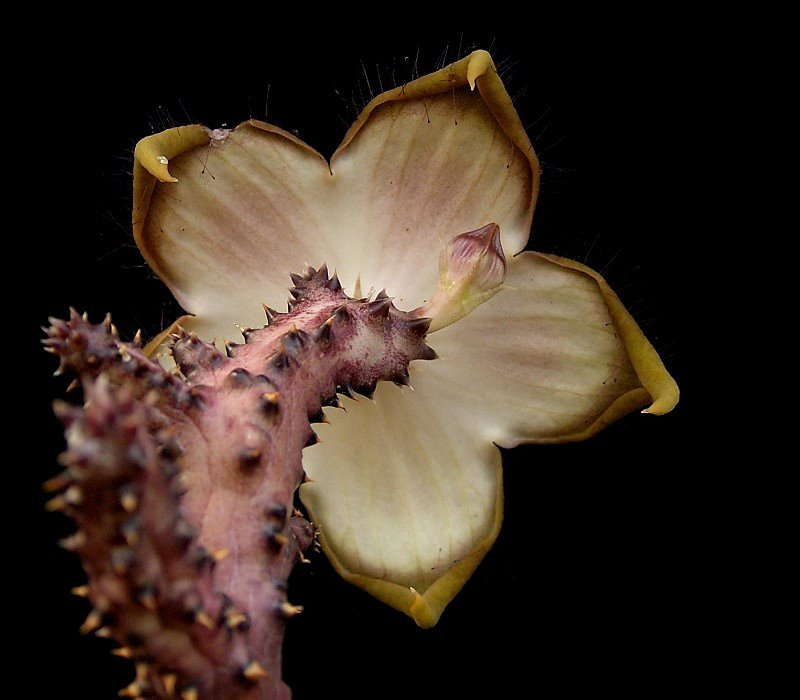
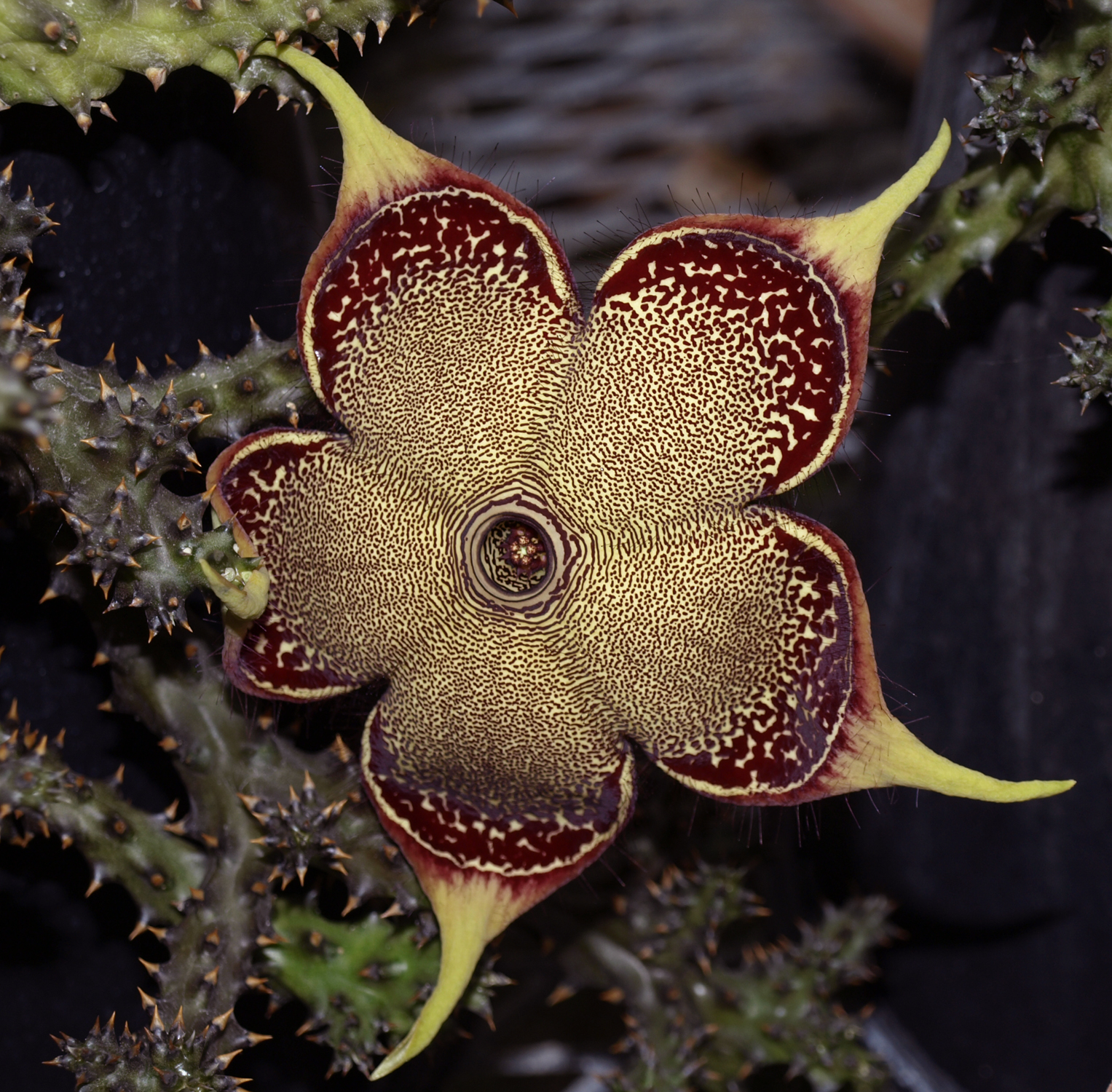

## Распространение
Природный ареал — Восточная Африка и Аравийский полуостров. Эдитколея крупная распространена в районе Великих африканских озер — Кения, Танзания, Уганда, полуострова Сомали — Эфиопия, Сомали, Джибути и Йемене (включая архипелаг Сокотра).

## Таксономия
Edithcolea grandis N.E.Br., первое упоминание в Bull. Misc. Inform. Kew 1895: 220 (1895).

### Виды
По данным сайта Plants of the World Online на 2023 год, род включает один подтвержденный вид:
- Edithcolea grandis N.E.Br. — Эдитколея крупная

#### Синонимы (вида)
Гетеротипные (основанные на разных номенклатурных типах):
- Ceropegia sordida (N.E.Br.) Bruyns (2017)
- Edithcolea grandis var. baylissiana Lavranos & D.S.Hardy (1963)
- Edithcolea sordida N.E.Br. (1903)